# Santa Maria degli Angeli e dei Martiri
Santa Maria degli Angeli [deli andželi], plným názvem Santa Maria degli Angeli e dei Martiri, česky kostel Panny Marie, andělů a mučedníků, je titulární bazilika v Římě, na náměstí Piazza della Repubblica, naproti hlavnímu nádraží Roma Termini. Vznikla přestavbou zříceniny Diokleciánových lázní, kterou od roku 1563 vedl Michelangelo Buonarroti.

## Historie
Diokleciánovy lázně, jedny z největších v Římě, vznikly v letech 298–306 na ploše téměř 350×350 m. Po pádu říše chátraly a sloužily jako zdroj stavebního materiálu. Roku 1561 rozhodl papež Pius IV., aby byl zbytek – větší část někdejšího frigidaria, tj. studeného bazénu – přestavěn na kostel Panny Marie, svatých andělů a známých i neznámých křesťanských mučedníků. Stavbou byl pověřen Michelangelo, který starou stavbu využil velmi šetrně, takže i dnešní divák vidí zvenčí zříceninu.
Počátkem 18. století pověřil papež Klement XI. učence, filosofa a astronoma F. Bianchiniho, aby v podlaze kostela zřídil astronomický poledník. Roku 1749 došlo k malé přestavbě a za italského království v letech 1870–1946 se kostel užíval i jako státní kostel, kde byla pohřbena řada významných vojáků a politiků.
Roku 2006 dostala bazilika nová bronzová vrata podle návrhu polského sochaře Igora Mitoraje a roku 2010 byla v nádvoří odhalena pětimetrová socha Galileo Galilei podle návrhu čínsko-amerického fyzika a laureáta Nobelovy ceny Li Čeng-tao.

## Popis
Bazilika má zhruba půdorys řeckého kříže, je 128 metrů dlouhá a 105 metrů široká, hlavní loď je 25 m široká a 28 m vysoká. Příčná loď je 27 m široká a 90 m dlouhá, na obou koncích prodloužená o zhruba krychlové kaple. Vchod je z Piazza della Repubblica, ale kostel nemá žádné průčelí. Místo toho Michelangelo využil zbytek vyduté stěny někdejších teplých lázní (tepidarium), skrze nějž se vstupuje do dvou předsíní a hlavní lodi. V předsíni je nadživotní socha sv. Bruna, zakladatele řádu kartuziánů, od francouzského sochaře J.-A. Houdona z roku 1766. Velká část zdiva, klenby i sloupy z červené žuly pocházejí z Diokleciánových lázní.
V pestré barokní mozaikové podlaze je od roku 1702 zapuštěn 45 m dlouhý bronzový poledník (12° 30‘ východní délky) se stupnicemi a různými astronomickými údaji, dílo F. Bianchiniho. Na poledník se otvorem v jižní stěně promítá sluneční kotouč a dovoluje poměrně přesné určení místního poledne, rovnodenností a slunovratů. Další otvory v klenbě umožňují pozorovat Polárku a několik dalších hvězd a měřit jejich rektascenzi.

## Galerie

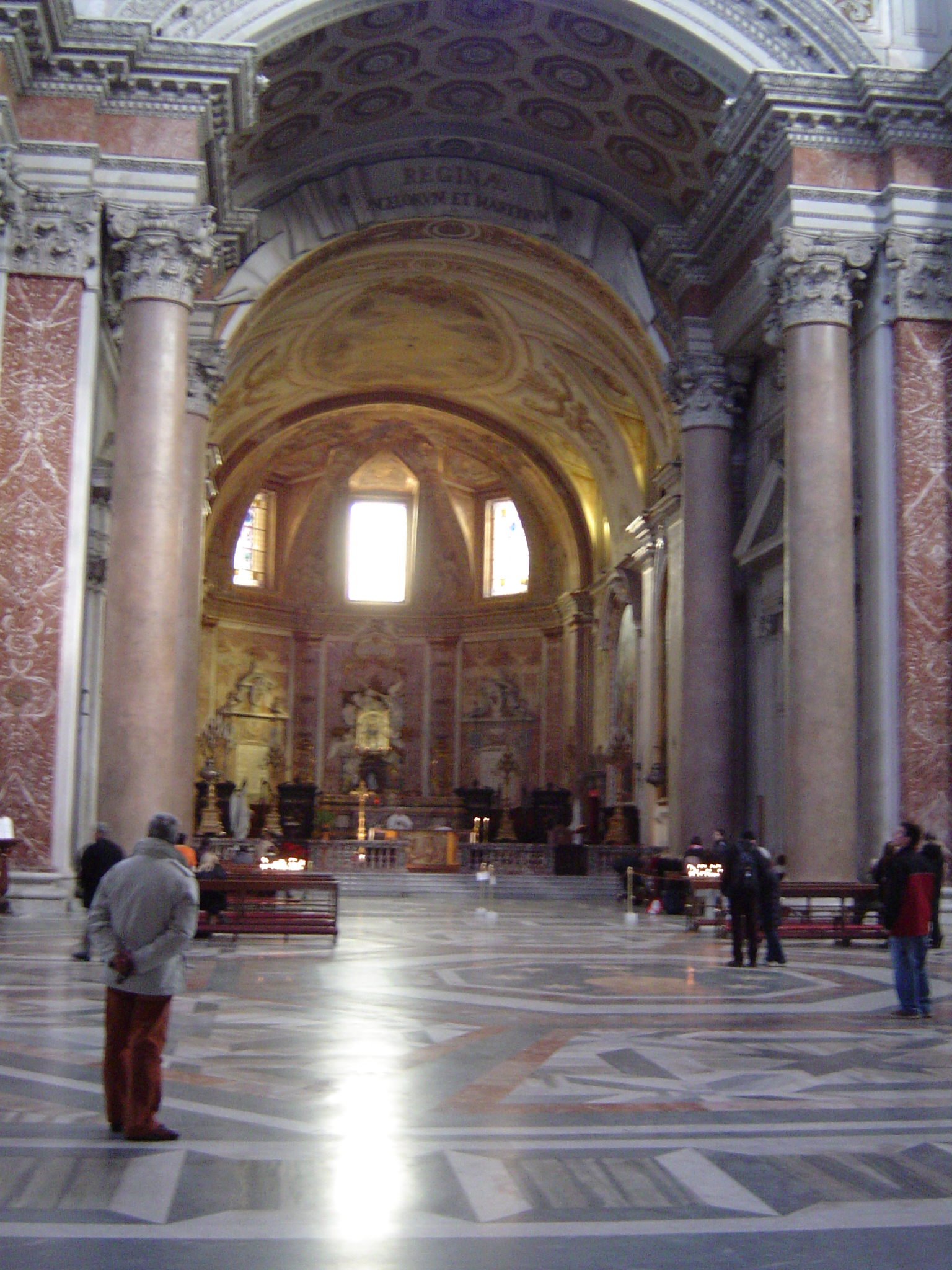
Hlavní loď
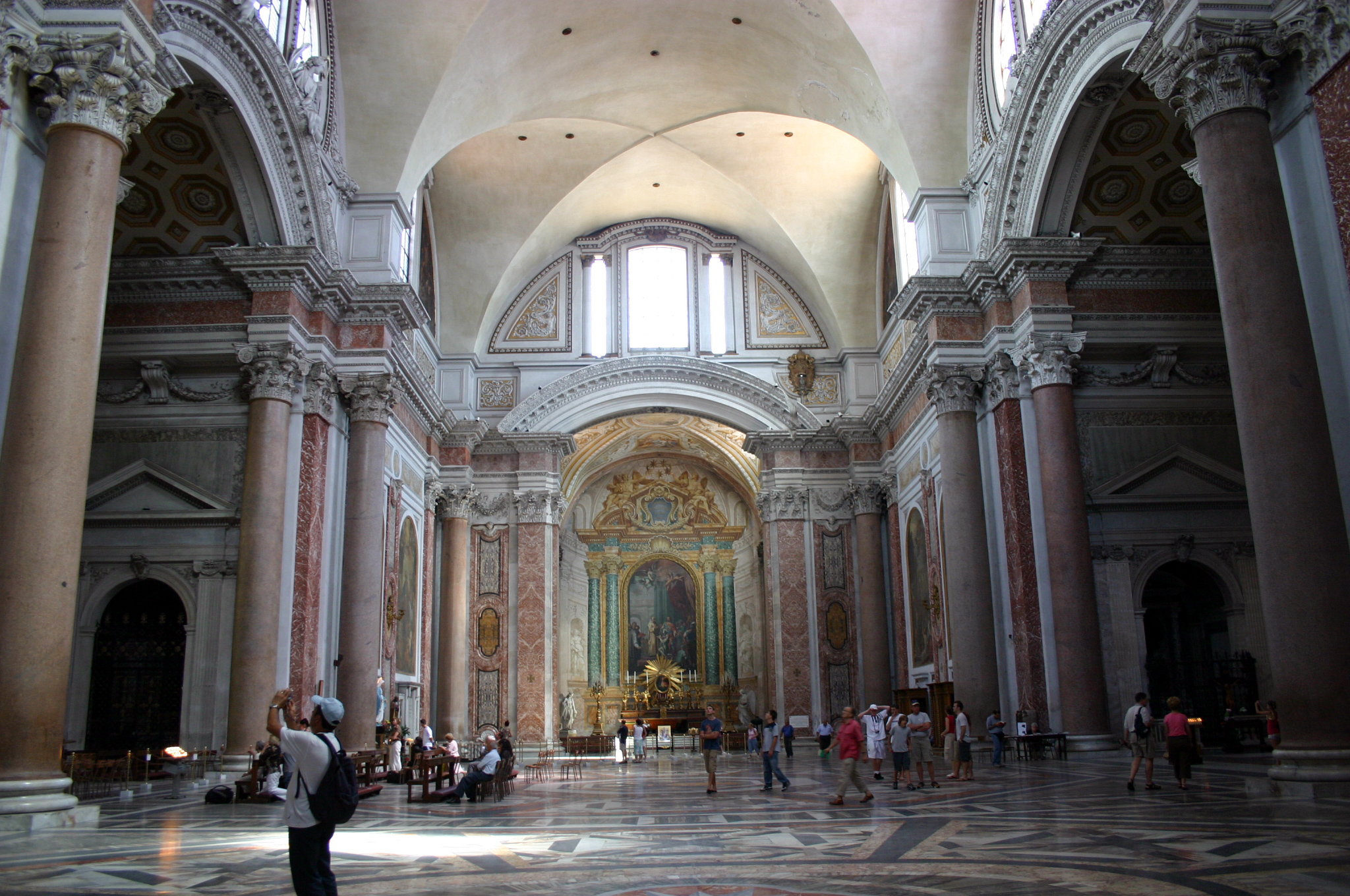
Příčná loď
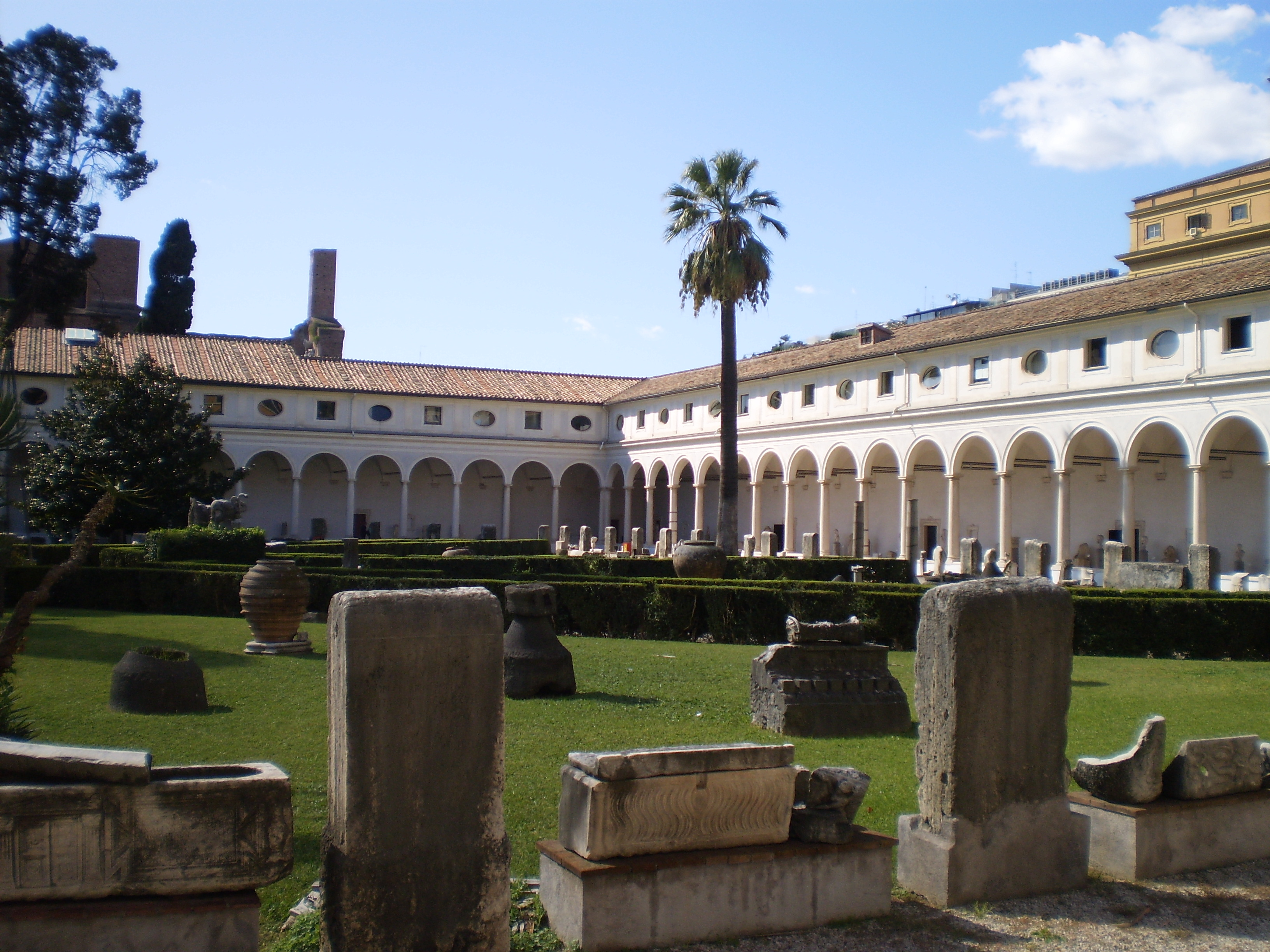
Rajský dvůr sousedního kláštera
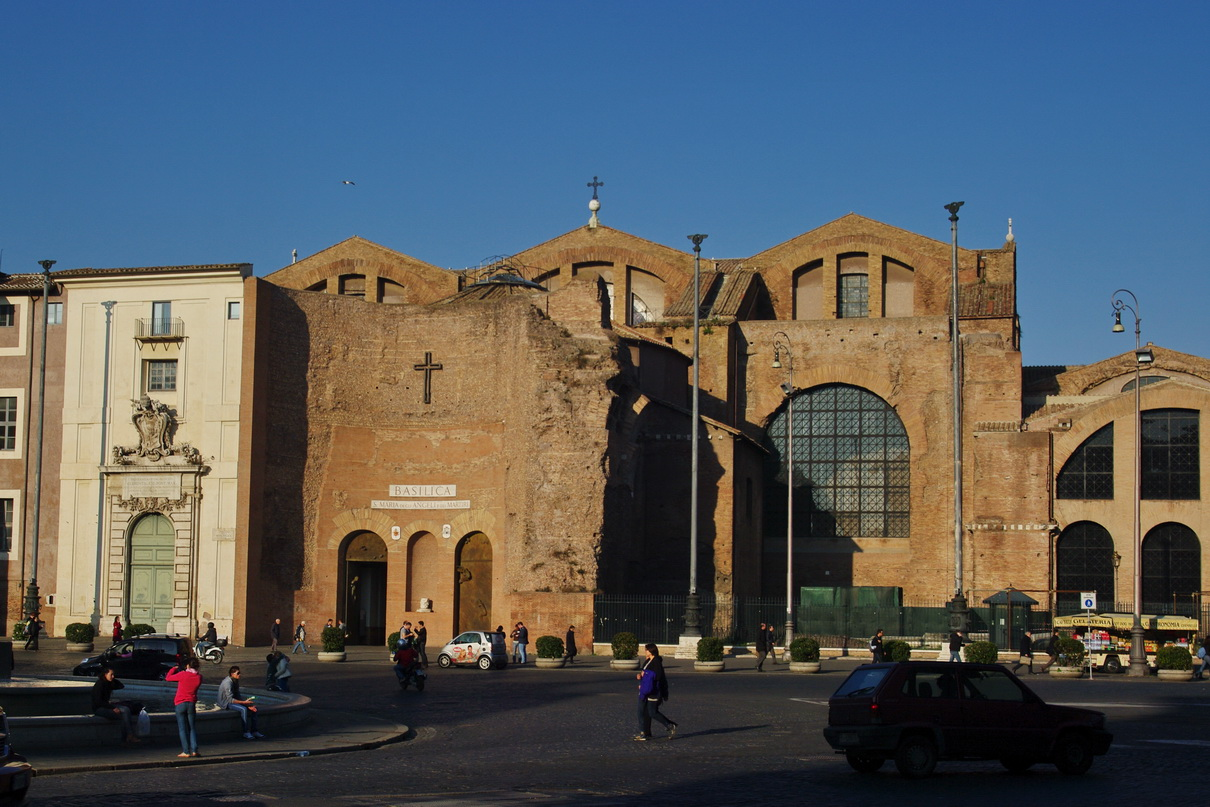
Bazilika z Piazza della Repubblica
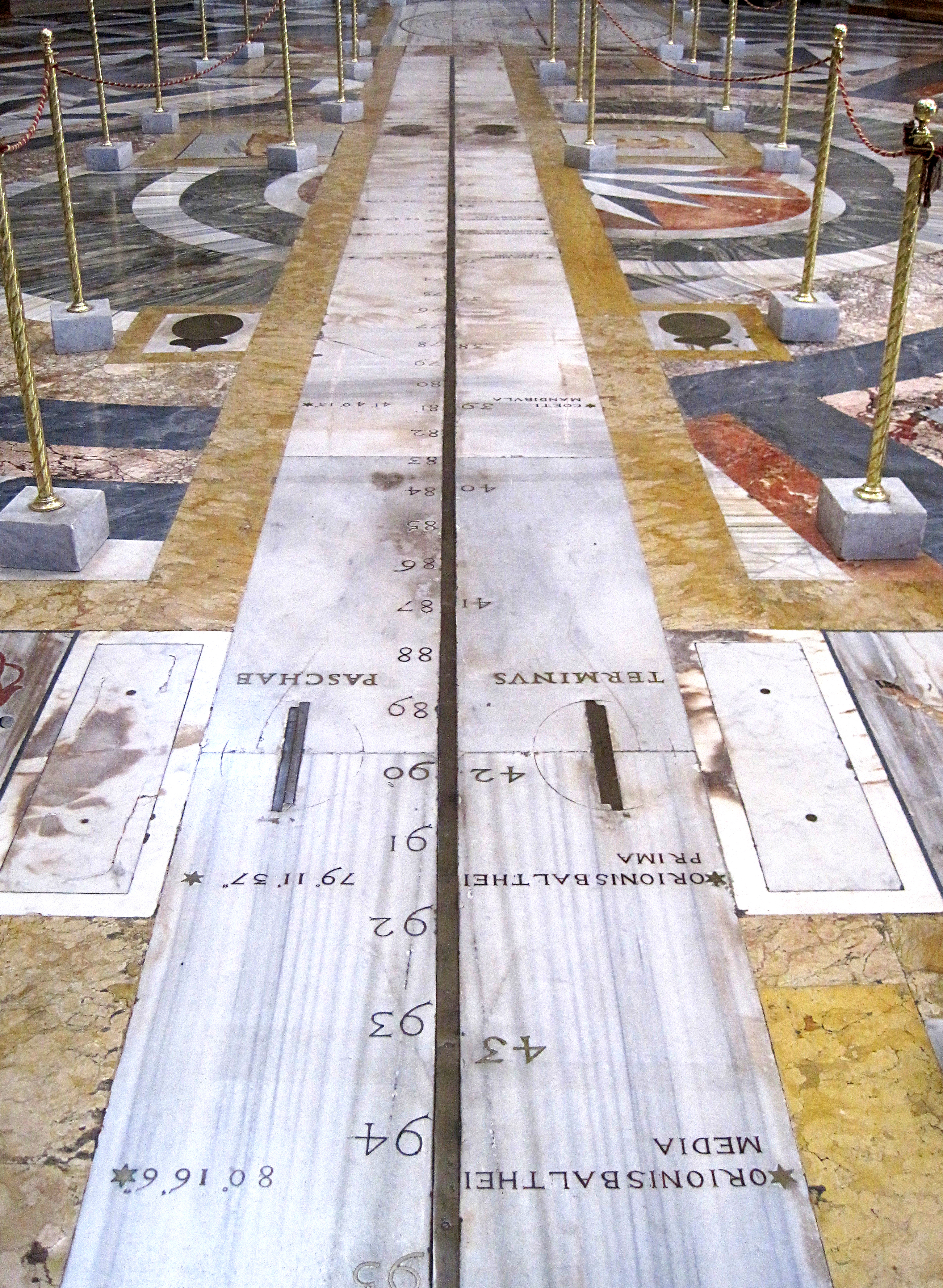
Poledník v podlaze
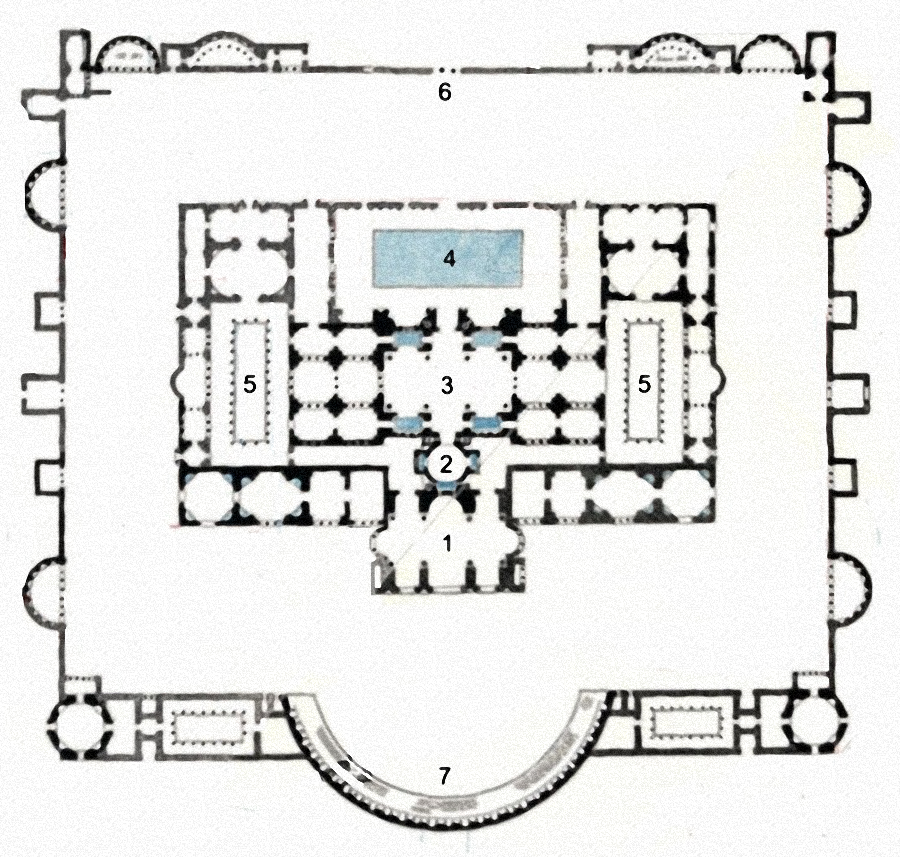
Půdorys Diokleciánových lázní, bazilika stojí na místě tepidaria (2) a frigidaria (3)